# Adelpha donysa
Espèce
Adelpha donysa  est une espèce de papillons de la famille des Nymphalidae, sous famille des Limenitidinae et du genre Adelpha.

## Dénomination
Adelpha donysa a été décrit par William Chapman Hewitson en 1867 sous le nom Heterochroa donysa.

### Sous-espèces
- Adelpha donysa donysa; présent au Mexique
- Adelpha donysa albifilum Steinhauser, 1974; présent au Salvador[1].

### Noms vernaculaires
Adelpha donysa se nomme en anglais Donysa Sister.

## Description
Adelpha donysa est un papillon à bord externe des ailes antérieures légèrement concave au dessus marron marqué d'une large bande orange dans l'aire postdiscale des ailes antérieures depuis le bord costal et couvrant les 2/3 et une bande blanche étroite dans l'aire discale du milieu des ailes antérieures au bord interne et du bord costal des ailes postérieures à l'angle anal qui est marqué d'une tache orange.
Le revers est beige à dessins gris avec la même bande orange et la même bande blanche que sur le dessus.

## Écologie et distribution
Adelpha donysa est présent au Mexique, au Salvador et au Guatemala,. 

### Protection
Pas de statut de protection particulier.